# Прово, Клод
Клод Жозе́ф Антуа́н Прово́ (фр. Claude Joseph Antoine Provost, родился 17 сентября 1933 года в Монреале, провинция Квебек, Канада, скончался 17 апреля 1984 года в Майами, США) — канадский профессиональный хоккеист, нападающий клуба НХЛ «Монреаль Канадиенс», многократный обладатель Кубка Стэнли.

## Карьера
Когда в 1955 году бывший капитан «Монреаль Канадиенс» Тоу Блэйк заступил на пост главного тренера команды, одним из первых его решений на новом посту было решение пригласить в команду выступавшего в команде Хоккейной лиги Квебека «Шавиниган Фоллс Катарактес» молодого форварда Клода Прово. Это решение действительно могло бы показаться спорным: Клод Прово не был выдающимся бомбардиром и отличался весьма специфической манерой катания (Один хоккейный обозреватель весьма иронично описал стиль катания Клода: «Когда Прово выходит на лед, он выглядит как напившийся до чёртиков матрос, слоняющийся по палубе угодившего в ураган корабля».). Но будущий тренер команды-династии разглядел в молодом хоккеисте то, что не бросалось в глаза: выдающееся трудолюбие, полное отсутствие игрового эгоизма и крайне неудобную для соперников манеру игры; скоростной, несмотря на внешне неуклюжую манеру кататься, Клод Прово тенью следовал за форвардами соперников, а его жёсткая, но лишённая излишней агрессивности манера вести силовые единоборства, почти сводила на нет атакующие действия нападающих соперника.
Первоначально Клод Прово играл в одной тройке с другими новичками команды, Андре Проново и Филом Гойеттом. Несмотря на то, что это звено формально было всего лишь третьим звеном «Канадиенс», оно нередко выходило против первых троек соперника и весьма успешно противостояло им. Оппонентами молодого правого крайнего нападающего «Монреаля» были такие звёзды НХЛ, как Тед Линдсей, Фрэнк Маховлич, Бобби Халл; позже Бобби Халл назовёт Клода Прово одним из самых неудобных для себя соперников. Уже в первый год своего существования тройка Проново — Гойетт — Прово внесла свой вклад в победу «Монреаля» в Кубке Стэнли; Клод Прово отметился в этом розыгрыше Кубка 6 (3+3) набранными очками, а для «Монреаля» эта победа стала первой в непревзойдённой по сей день серии: 5 Кубков Стэнли подряд. В 1961-м году, после ухода Андре Проново в «Бостон», Клод Прово был переведён в тройку к Анри Ришару и Дикки Муру. Уже зарекомендовавший себя как форвард оборонительного плана, в тройке с такими мастерами атакующего хоккея Клод Прово раскрылся как бомбардир, забросив в первый же год рекордные для себя 33 шайбы за сезон.
В 1968 году, когда в НХЛ была учреждена награда хоккеисту, проявившему высокое спортивное мастерство и верность хоккею — Билл Мастертон Трофи — первым её обладателем по итогам опроса Ассоциации журналистов был назван Клод Прово. К этому времени на счету форварда было уже 8 завоёванных Кубков Стэнли и 11 участий в Матче всех звёзд НХЛ. Отыграв ещё 2 сезона и завоевав ещё один Кубок Стэнли, 37-летний Клод Прово повесил коньки на гвоздь.
После завершения карьеры Клод Прово занимался гостиничным бизнесом, позже переехал с семьёй в Майами, где открыл оздоровительный центр. 17 апреля 1984 года на теннисном корте у Клода Прово случился сердечный приступ. Бывшему хоккеисту было всего 50 лет. Похоронен Клод Прово в родном Монреале, на кладбище Нотр-Дам-де-Неж.
За свою карьеру хоккеиста Клод Прово завоевал 9 Кубков Стэнли; всего 4 хоккеистам за историю лиги удалось добиться сопоставимого результата. Клод Прово — единственный из хоккеистов и тренеров, завоевавших не менее 8 Кубков Стэнли, кто не включён в Зал хоккейной славы.

## Достижения
- Обладатель Кубка Стэнли (9):1956, 1957, 1958, 1959, 1960, 1965, 1966, 1968, 1969
- Участник Матча всех звёзд (11):1956, 1957, 1958, 1959, 1960, 1961, 1962, 1963, 1964, 1965, 1967
- Обладатель Билл Мастертон Трофи: 1968